# Finish What we Started Tour
Finish What we Started Tour – trasa koncertowa amerykańskiego zespołu muzycznego Alice in Chains, będąca pierwszym tournée grupy od dekady i od momentu reaktywacji w 2005. W składzie zadebiutował William DuVall, nowy wokalista, który zastąpił zmarłego w kwietniu 2002 Layne’a Staleya.
W ramach trasy zespół koncertował w Ameryce Północnej i po raz pierwszy od 1993 na kontynencie europejskim i azjatyckim.

## Informacje

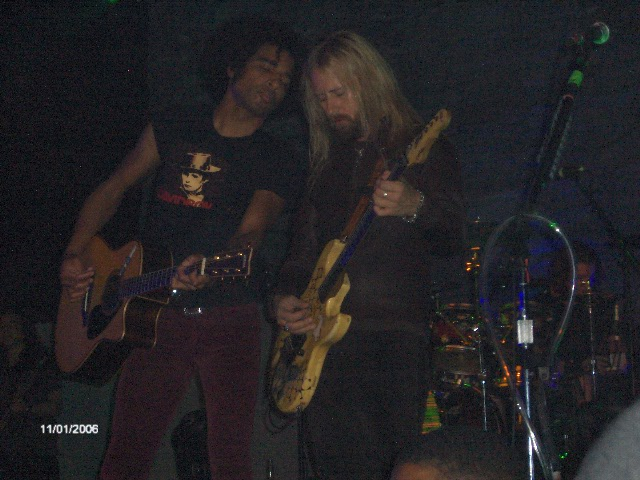
William DuVall i Jerry Cantrell, 1 listopada 2006

Na początku 2005 perkusista Sean Kinney został inicjatorem charytatywnego koncertu Alice in Chains na rzecz ofiar Tsunami z 2004. Odbył się on w Premier Nightclub w Seattle. Lokalna rozgłośnia radiowa KISW zajęła się organizacją i reklamą przedsięwzięcia. Bilety zostały wyprzedane w krótkim odstępie czasu. Na scenie po raz pierwszy od dłuższego czasu zagrali wspólnie Jerry Cantrell, Mike Inez i Sean Kinney. W charakterze gościnnym z zespołem wystąpili: Ann Wilson, Maynard James Keenan, Patrick Lachman i Wes Scantlin. Na zakończenie koncertu wszyscy wspólnie zaśpiewali w utworze „Rooster”, którego wykonanie dziennik „Seattle Post-Intelligencer” określił jako „niezwykłą wydajność na miarę «We Are the World»”. Cantrell: „To było naprawdę świetne, aby móc zrobić to w rodzinnym mieście. Nie myśleliśmy o tym, dopóki nie znaleźliśmy się na scenie”. Podczas koncertu udało się zebrać dochód w wysokości 100 tys. dolarów. Dziennikarz Jeff Gilbert przyznał: „Wyglądali świetnie. Brzmieli tak potężnie. To było genialne. To był bardzo uzdrawiający moment, kiedy można było zobaczyć ich jak wracają”.
10 marca 2006 zespół wystąpił w Etess Arena dla kanału VH1 Classic w ramach imprezy Decades Rock Live!. Do składu tymczasowo dołączył Duff McKagan jako gitarzysta rytmiczny, który wyznał: „Ci faceci musieli iść na przód, ponieważ mieli zbyt wiele do zaoferowania rock and rollowemu światu. W erze wytatuowanych muzyków i korporacyjnego rocka, potrzebowaliśmy pieprzonego Alice in Chains”. Gościnnie na scenie wystąpili: Ann Wilson, Phil Anselmo i William DuVall. Ten ostatni został nowym wokalistą grupy. Wilson początkowo miała wykonać utwór „Rooster” w duecie z DuVallem, lecz zdecydowała się na oddanie miejsca muzykowi. „To było świetne, bo dzięki temu zagwarantowało mi to miejsce w programie, kiedy go nadawano, co dało tak naprawdę początek temu prawdziwemu zmartwychwstaniu zespołu”. Cantrell: „Zagraliśmy z grupą przyjaciół, w tym także z Williamem, ale nie obnosiliśmy się z tym pomysłem (…) Okazało się jednak, że poczuliśmy się z tym dobrze, i że właściwym krokiem będzie dalsza działalność”.
| Ameryka Północna |               |                   |             |
| 10 marca 2006    | Atlantic City | Stany Zjednoczone | Etess Arena |

## Opis trasy

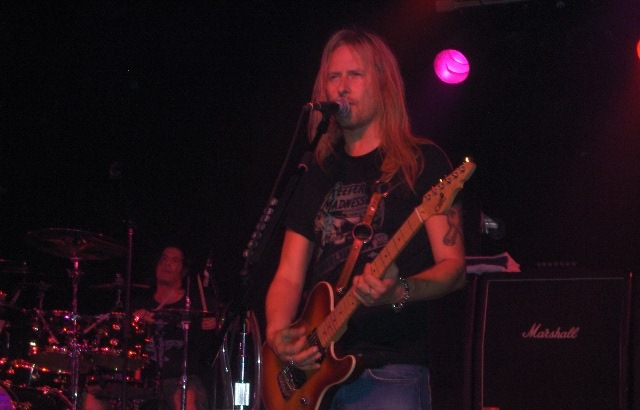
Jerry Cantrell, 4 sierpnia 2006

Pierwszy etap tournée, zatytułowany Finish What we Started Tour, objął sześć koncertów w Stanach Zjednoczonych. Został zainaugurowany występem w Moore Theatre, na który zostali zaproszeni specjalni goście, w tym m.in. rodzice Staleya i gitarzysta Kim Thayil. Obecny na koncercie Jeff Gilbert wyraził pochlebną opinię na temat Williama DuValla, podkreślając „wielką klasę, wdzięk i energię”. Cantrell entuzjastycznie odniósł się do dalszej części trasy. „Wracamy do tych miejsc, czujemy się naprawdę dobrze, mamy świetny czas, więc chcemy być razem z ludźmi częścią tego”. Muzyków na scenie w poszczególnych utworach wspomagali m.in. Ann Wilson, Billy Corgan, Chris DeGarmo i Mark Lanegan. Od maja do lipca zespół po raz pierwszy od 1993 koncertował na kontynencie europejskim, występując m.in. na największych festiwalach muzycznych. Pod konic lipca muzycy zagrali dwa koncerty w ramach japońskiego UDO Music Festival. Podczas pojedynczych występów zespół wspomagali w charakterze gościnnym zaproszeni goście, przyjaciele formacji, m.in. Corey Taylor, James Hetfield, Josh Rand, Kyle Sanders, Lars Ulrich, Tim Williams i Sebastian Bach.
8 sierpnia wortal Blabbermouth.net poinformował, że grupa we wrześniu wyruszy w ostatni etap trasy, zatytułowany 2006 North American Tour. Przedsprzedaż biletów rozpoczęła się 14 sierpnia za pośrednictwem fanklubu i oficjalnej strony internetowej zespołu.
Trasa składała się z ponad 80 koncertów, w trakcie których zespół spotykał się z entuzjastycznym przyjęciem, zarówno ze strony starszych, jak i nowych fanów.

### Setlista
Setlista była zróżnicowana. W porównaniu do swoich wcześniejszych koncertów, zespół włączył do programu kompozycje pochodzące z minialbumów Sap i Jar of Flies. W trakcie trwania ostatniego etapu trasy, grupa prezentowała wydłużoną setlistę, w której znalazły się akustyczne wersje m.in. „Brother”, „Killer is Me”, „Down in a Hole” i „Nutshell”.
Podczas tournée, na żywo zadebiutowały utwory „Grind” (25.09.2006) i „Don’t Follow” (25.09.2006).
| Finish What we Started Tour (16.05.–23.05.2006) |
| --- |
| 1. „Sludge Factory” 2. „Dam That River” 3. „Rain When I Die” 4. „Love, Hate, Love” 5. „We Die Young” 6. „Again” 7. „Junkhead” 8. „Down in a Hole” 9. „It Ain’t Like That” 10. „Rooster” 11. „Would?” 12. „Them Bones” 13. „Angry Chair” 14. „Man in the Box” Uwagi: - Kompozycje grane nieregularnie: „Dirt”, „God Smack”. |

| Europa 2006 |
| --- |
| 1. „Sludge Factory” 2. „Dam That River” 3. „Rain When I Die” 4. „Again” 5. „Junkhead” 6. „We Die Young” 7. „No Excuses” 8. „Them Bones” 9. „Down in a Hole” 10. „Man in the Box” 11. „Rooster” 12. „Would?” Uwagi: - Podczas występów festiwalowych, z uwagi na ograniczenia czasowe, zespół prezentował skrócony materiał koncertowy. - Kompozycje grane nieregularnie: „God Smack”, „Nutshell”, „Dirt”, „Love, Hate, Love”, „Angry Chair”, „It Ain’t Like That”. |

| Stany Zjednoczone 2006 |
| --- |
| 1. „Again” 2. „Bleed the Freak” 3. „Grind” 4. „It Ain’t Like That” 5. „Junkhead” 6. „Nutshell” 7. „Them Bones” 8. „Dam That River” 9. „Rain When I Die” 10. „Don’t Follow” (akustycznie) 11. „Brother” (akustycznie) 12. „Killer is Me” (akustycznie) 13. „No Excuses” (akustycznie) 14. „Got Me Wrong” (akustycznie) 15. „Down in a Hole” (akustycznie) 16. „Sludge Factory” 17. „We Die Young” 18. „Heaven Beside You” 19. „Angry Chair” 20. „Man in the Box” 21. „Rooster” 22. „Would?” Uwagi: - Zespół prezentował wydłużony program koncertowy, z których część wykonywana była w wersjach akustycznych. - Kompozycje grane nieregularnie: „Love, Hate, Love”, „Dirt”, „God Smack”, „What the Hell Have I” oraz fragment coveru „Mountain Song” z repertuaru Jane’s Addiction. - Z taśmy puszczany był tzw. medley („Real Thing”, „Untitled”, „Sickman”, „Brush Away”, „Died”). |

### Support
W roli supportu, podczas pierwszego etapu trasy, występowali: Rye Coalition, Seemless, Shooter Jennings i Sirens Sister. W Europie koncerty Alice in Chains poprzedzali Bloodsimple, Stone Sour i The Hedrons podczas występu w Londynie 4 lipca. Od lipca do września, rolę supportu podczas pojedynczych koncertów pełniła formacja Modern Day Zero. Na ostatnim etapie tournée, trwającym od września do listopada, występy otwierał zespół Hurt.

- Sirens Sister (16 maja, USA)
- Shooter Jennings (18 maja–19 maja, USA)
- Seemless (22 maja, USA)
- Rye Coalition (23 maja, USA)
- Bloodsimple (2 czerwca–15 czerwca, 17 czerwca–27 czerwca, 1 lipca–2 lipca, Europa)
- Stone Sour (2 czerwca–15 czerwca, 17 czerwca–27 czerwca, 1 lipca–2 lipca, Europa)
- The Hedrons (4 lipca, Europa)
- Modern Day Zero (3 sierpnia–5 sierpnia, USA)
- Hurt (22 września–28 listopada, USA)

## Odbiór

### Krytyczny
Andy Lye odnosząc się do koncertu w londyńskiej Astorii z 4 lipca, wyraził pochlebną opinię, przyznając, że Alice in Chains zagrali wszystkie swoje klasyczne utwory z „całą pasją i radością”. Alexander Milas na łamach „Kerrang!” również pozytywnie ocenił występ kwartetu, przyznając mu pięć gwiazdek. Matt Schwenke recenzując występ zespołu z 11 listopada w Milwaukee napisał: „Nowa trasa koncertowa z udziałem Williama Duvalla na wokalu jest zarówno hołdem dla ich byłego frontmana, jak i retrospekcją ich unikalnego katalogu rocka. Podczas gdy głos Duvalla można było łatwo pomylić z pierwszym słuchaniem Staleya, okazał się on bardziej dynamiczny, ale z mniejszą krzepą. Ogólnie rzecz biorąc, głos Duvalla doskonale pasował do mrocznych melodii i był na tyle inny, aby nadać utworom nowy kontrast”. Autor podkreślił „imponującą harmonię” między Duvallem i Cantrellem w „Brother”, „niesamowitą gitarę” w „Killer is Me”, twórcze rytmy basisty Mike’a Ineza i perkusisty Seana Kinneya w „No Excuses”, oraz chóralnie odśpiewany przez fanów „Got Me Wrong”.

## Daty i miejsca koncertów

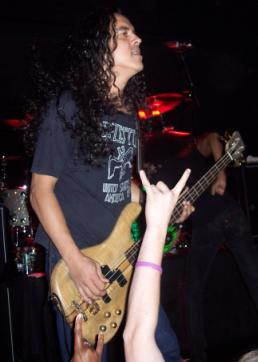
Mike Inez, maj 2006

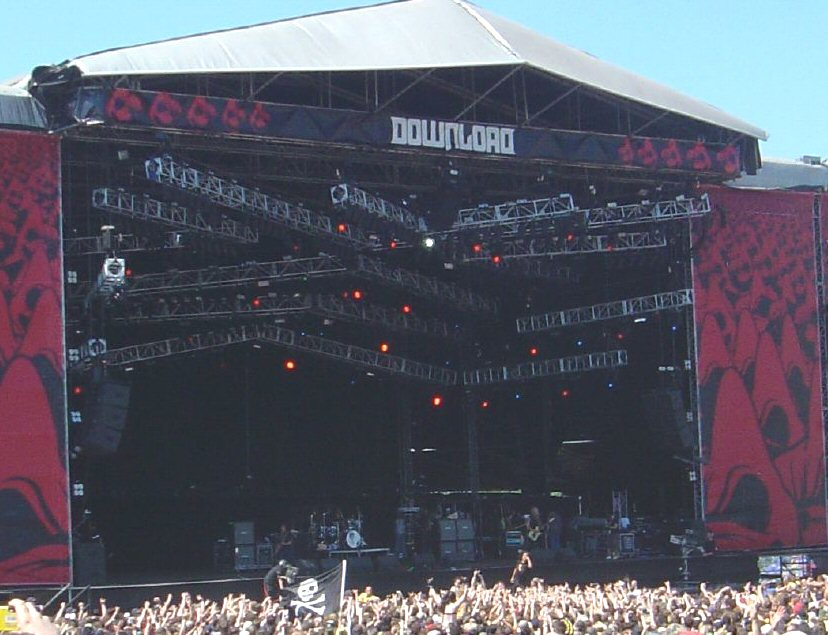
Alice in Chains na Download Festival, 10 czerwca 2006

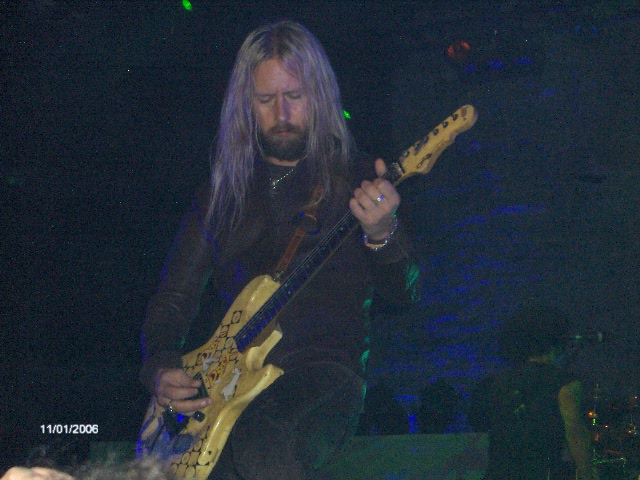
Jerry Cantrell, 1 listopada 2006

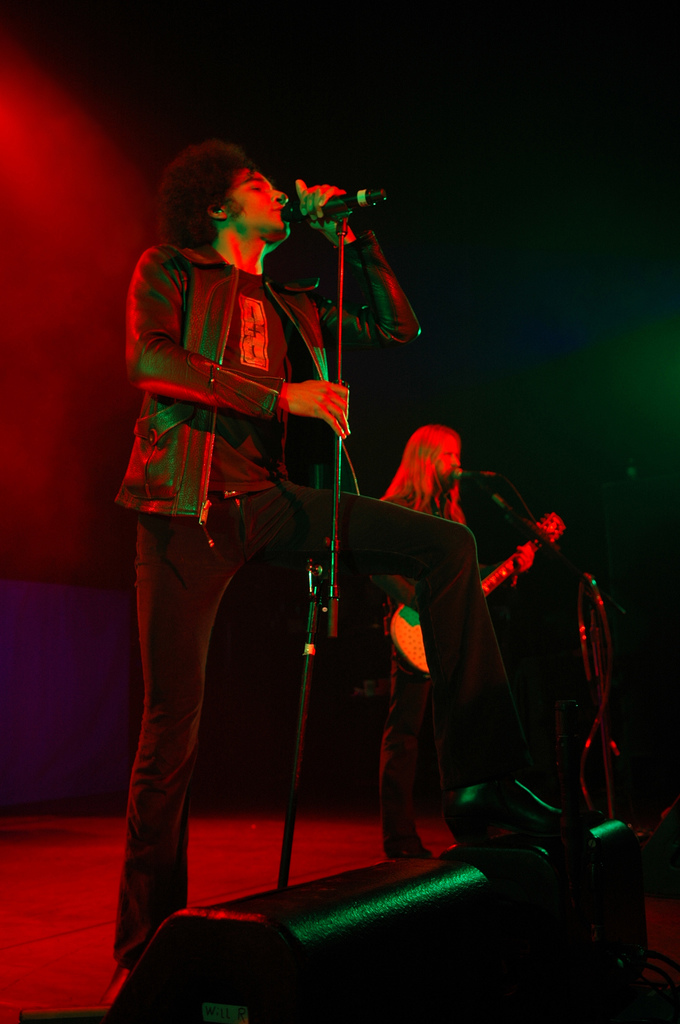
DuVall i Cantrell, 24 listopada 2006

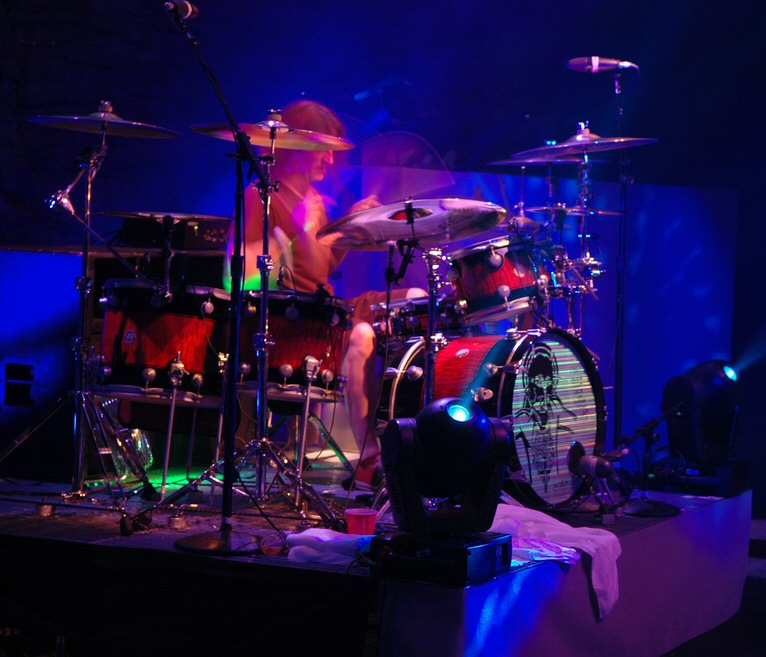
Sean Kinney, 24 listopada 2006

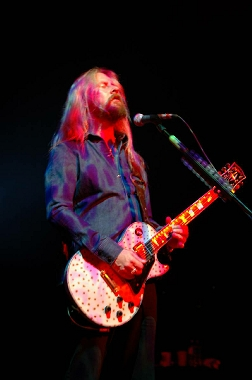
Jerry Cantrell, 2006

| Data                 | Miasto                 | Kraj              | Obiekt                          | Support                | Wsparcie dla  |
| -------------------- | ---------------------- | ----------------- | ------------------------------- | ---------------------- | ------------- |
| Ameryka Północna     |                        |                   |                                 |                        |               |
| 16 maja 2006         | Seattle                | Stany Zjednoczone | Moore Theatre                   | Sirens Sister          | N/A           |
| 18 maja 2006         | West Hollywood         | Stany Zjednoczone | Roxy Theatre                    | Shooter Jennings       | N/A           |
| 19 maja 2006         | San Diego              | Stany Zjednoczone | House of Blues                  | Shooter Jennings       | N/A           |
| 21 maja 2006         | Chicago                | Stany Zjednoczone | Metro Chicago                   | N/A                    | N/A           |
| 22 maja 2006         | Boston                 | Stany Zjednoczone | Avalon Nightclub                | Seemless               | N/A           |
| 23 maja 2006         | Nowy Jork              | Stany Zjednoczone | Bowery Ballroom                 | Rye Coalition          | N/A           |
| Europa               |                        |                   |                                 |                        |               |
| 26 maja 2006         | Lizbona                | Portugalia        | Parque do Tejo                  | N/A                    | N/A           |
| 27 maja 2006         | Maracena               | Hiszpania         | Anfiteatro de Maracena          | N/A                    | N/A           |
| 28 maja 2006         | Leganés                | Hiszpania         | La Cubierta                     | N/A                    | N/A           |
| 30 maja 2006         | Bilbao                 | Hiszpania         | Santana 27                      | N/A                    | N/A           |
| 2 czerwca 2006       | Nürburg                | Niemcy            | Nürburgring                     | Bloodsimple Stone Sour | N/A           |
| 3 czerwca 2006       | Norymberga             | Niemcy            | Volkspark Dutzendteich          | Bloodsimple Stone Sour | N/A           |
| 4 czerwca 2006       | Mediolan               | Włochy            | Idroscalo                       | Bloodsimple Stone Sour | N/A           |
| 6 czerwca 2006       | Zlin                   | Czechy            | Novesta Hall                    | Bloodsimple Stone Sour | N/A           |
| 7 czerwca 2006       | Katowice               | Polska            | Spodek                          | Bloodsimple Stone Sour | N/A           |
| 10 czerwca 2006      | Castle Donington       | Anglia            | Donington Park                  | Bloodsimple Stone Sour | N/A           |
| 11 czerwca 2006      | Dublin                 | Irlandia          | RDS Arena                       | Bloodsimple Stone Sour | Metallica     |
| 13 czerwca 2006      | Zurych                 | Szwajcaria        | Rohstofflager                   | Bloodsimple Stone Sour | N/A           |
| 15 czerwca 2006      | Nickelsdorf            | Austria           | Pannonia Fields II              | Bloodsimple Stone Sour | N/A           |
| 16 czerwca 2006      | Seinäjoki              | Finlandia         | Törnävä                         | N/A                    | N/A           |
| 17 czerwca 2006      | Hultsfred              | Szwecja           | Hultsfreds Hembygdspark         | Bloodsimple Stone Sour | N/A           |
| 19 czerwca 2006      | Kopenhaga              | Dania             | Vega                            | Bloodsimple Stone Sour | N/A           |
| 20 czerwca 2006      | Oslo                   | Norwegia          | Rockefeller Music Hall          | Bloodsimple Stone Sour | N/A           |
| 22 czerwca 2006      | Paryż                  | Francja           | Bataclan                        | Bloodsimple Stone Sour | N/A           |
| 23 czerwca 2006      | Clisson                | Francja           | Val de Moine                    | Bloodsimple Stone Sour | N/A           |
| 24 czerwca 2006      | Dessel                 | Belgia            | Boeretang                       | Bloodsimple Stone Sour | N/A           |
| 26 czerwca 2006      | Barcelona              | Hiszpania         | Razzmatazz                      | Bloodsimple Stone Sour | N/A           |
| 27 czerwca 2006      | Madryt                 | Hiszpania         | La Riviera                      | Bloodsimple Stone Sour | N/A           |
| 29 czerwca 2006      | Nowe Miasto nad Wagiem | Słowacja          | Zelená Voda                     | N/A                    | N/A           |
| 1 lipca 2006         | Burgum                 | Holandia          | Festivalterrein Zomerweg        | Bloodsimple Stone Sour | N/A           |
| 2 lipca 2006         | Nijmegen               | Holandia          | Goffertpark                     | Bloodsimple Stone Sour | Guns N’ Roses |
| 4 lipca 2006         | Londyn                 | Anglia            | London Astoria                  | The Hedrons            | N/A           |
| Azja                 |                        |                   |                                 |                        |               |
| 22 lipca 2006        | Osaka                  | Japonia           | Izumiotsu Phoenix               | N/A                    | N/A           |
| 23 lipca 2006        | Oyama                  | Japonia           | Fuji International Speedway     | N/A                    | N/A           |
| Ameryka Północna     |                        |                   |                                 |                        |               |
| 29 lipca 2006        | St. Helens             | Stany Zjednoczone | Columbia Meadows                | N/A                    | N/A           |
| 3 sierpnia 2006      | Hampton Beach          | Stany Zjednoczone | Hampton Beach Casino Ballroom   | Modern Day Zero        | N/A           |
| 4 sierpnia 2006      | Sayreville             | Stany Zjednoczone | Starland Ballroom               | Modern Day Zero        | N/A           |
| 5 sierpnia 2006      | Bethlehem              | Stany Zjednoczone | Sands RiverPlace                | Modern Day Zero        | N/A           |
| 11 sierpnia 2006     | Sturgis                | Stany Zjednoczone | Full Throttle Saloon            | N/A                    | N/A           |
| 12 sierpnia 2006     | Sioux Falls            | Stany Zjednoczone | Sioux Empire Fairgrounds        | N/A                    | N/A           |
| 13 sierpnia 2006     | Mansfield              | Stany Zjednoczone | Xfinity Center                  | N/A                    | N/A           |
| 16 sierpnia 2006     | Del Mar                | Stany Zjednoczone | Del Mar Fairgrounds             | N/A                    | N/A           |
| 20 sierpnia 2006     | Kelseyville            | Stany Zjednoczone | Konocti Amphitheater            | N/A                    | N/A           |
| 8 września 2006      | The Woodlands          | Stany Zjednoczone | Cynthia Woods Mitchell Pavilion | N/A                    | N/A           |
| Ameryka Północna     |                        |                   |                                 |                        |               |
| 22 września 2006     | Las Vegas              | Stany Zjednoczone | The Joint                       | Hurt                   | N/A           |
| 23 września 2006     | San Bernardino         | Stany Zjednoczone | Hyundai Pavilion                | Hurt                   | N/A           |
| 25 września 2006     | Tempe                  | Stany Zjednoczone | Marquee Theatre                 | Hurt                   | N/A           |
| 26 września 2006     | Tucson                 | Stany Zjednoczone | Rialto Theatre                  | Hurt                   | N/A           |
| 27 września 2006     | El Paso                | Stany Zjednoczone | El Paso County Coliseum         | Hurt                   | N/A           |
| 29 września 2006     | Lubbock                | Stany Zjednoczone | LoneStar Amphitheater           | Hurt                   | N/A           |
| 30 września 2006     | Tulsa                  | Stany Zjednoczone | Cain’s Ballroom                 | Hurt                   | N/A           |
| 1 października 2006  | Grand Prairie          | Stany Zjednoczone | Nokia Live at Grand Prairie     | Hurt                   | N/A           |
| 3 października 2006  | Austin                 | Stany Zjednoczone | Stubb’s BBQ                     | Hurt                   | N/A           |
| 4 października 2006  | Corpus Christi         | Stany Zjednoczone | Concrete Street Amphitheater    | Hurt                   | N/A           |
| 5 października 2006  | Hidalgo                | Stany Zjednoczone | Dodge Arena                     | Hurt                   | N/A           |
| 7 października 2006  | Selma                  | Stany Zjednoczone | Verizon Wireless Amphitheater   | Hurt                   | N/A           |
| 8 października 2006  | The Woodlands          | Stany Zjednoczone | Cynthia Woods Mitchell Pavilion | Hurt                   | N/A           |
| 10 października 2006 | Atlanta                | Stany Zjednoczone | The Tabernacle                  | Hurt                   | N/A           |
| 11 października 2006 | Orlando                | Stany Zjednoczone | Hard Rock Live                  | Hurt                   | N/A           |
| 12 października 2006 | Fort Lauderdale        | Stany Zjednoczone | Revolution Live                 | Hurt                   | N/A           |
| 20 października 2006 | Myrtle Beach           | Stany Zjednoczone | House of Blues                  | Hurt                   | N/A           |
| 21 października 2006 | Winston-Salem          | Stany Zjednoczone | Millennium Center               | Hurt                   | N/A           |
| 22 października 2006 | Norfolk                | Stany Zjednoczone | Norva Theatre                   | Hurt                   | N/A           |
| 24 października 2006 | Baltimore              | Stany Zjednoczone | Rams Head Live!                 | Hurt                   | N/A           |
| 25 października 2006 | Waszyngton             | Stany Zjednoczone | 9:30 Club                       | Hurt                   | N/A           |
| 26 października 2006 | Filadelfia             | Stany Zjednoczone | Electric Factory                | Hurt                   | N/A           |
| 28 października 2006 | Atlantic City          | Stany Zjednoczone | Borgata Event Center            | Hurt                   | N/A           |
| 29 października 2006 | Albany                 | Stany Zjednoczone | Washington Avenue Armory        | Hurt                   | N/A           |
| 31 października 2006 | Providence             | Stany Zjednoczone | Lupo’s Heartbreak Hotel         | Hurt                   | N/A           |
| 1 listopada 2006     | Nowy Jork              | Stany Zjednoczone | Nokia Theatre                   | Hurt                   | N/A           |
| 2 listopada 2006     | Nowy Jork              | Stany Zjednoczone | Nokia Theatre                   | Hurt                   | N/A           |
| 4 listopada 2006     | Niagara Falls          | Stany Zjednoczone | The Rapids Theatre              | Hurt                   | N/A           |
| 5 listopada 2006     | Toronto                | Kanada            | The Guvernment                  | Hurt                   | N/A           |
| 7 listopada 2006     | Mount Clemens          | Stany Zjednoczone | Emerald Theatre                 | Hurt                   | N/A           |
| 8 listopada 2006     | Chicago                | Stany Zjednoczone | Riviera Theatre                 | Hurt                   | N/A           |
| 9 listopada 2006     | Cleveland              | Stany Zjednoczone | House of Blues                  | Hurt                   | N/A           |
| 11 listopada 2006    | Milwaukee              | Stany Zjednoczone | Eagles Ballroom                 | Hurt                   | N/A           |
| 13 listopada 2006    | Minneapolis            | Stany Zjednoczone | First Avenue                    | Hurt                   | N/A           |
| 14 listopada 2006    | Omaha                  | Stany Zjednoczone | Sokol Auditorium                | Hurt                   | N/A           |
| 16 listopada 2006    | Wichita                | Stany Zjednoczone | Cotillion Ballroom              | Hurt                   | N/A           |
| 17 listopada 2006    | Oklahoma City          | Stany Zjednoczone | Bricktown Events Center         | Hurt                   | N/A           |
| 18 listopada 2006    | Kansas City            | Stany Zjednoczone | Uptown Theatre                  | Hurt                   | N/A           |
| 20 listopada 2006    | Denver                 | Stany Zjednoczone | The Fillmore Auditorium         | Hurt                   | N/A           |
| 21 listopada 2006    | Aspen                  | Stany Zjednoczone | Belly Up Aspen                  | Hurt                   | N/A           |
| 22 listopada 2006    | Magna                  | Stany Zjednoczone | The Great Saltair               | Hurt                   | N/A           |
| 24 listopada 2006    | Seattle                | Stany Zjednoczone | Paramount Theatre               | Hurt                   | N/A           |
| 26 listopada 2006    | San Francisco          | Stany Zjednoczone | The Warfield Theatre            | Hurt                   | N/A           |
| 27 listopada 2006    | Los Angeles            | Stany Zjednoczone | Wiltern Theatre                 | Hurt                   | N/A           |

## Występy odwołane
| 8 czerwca 2006 | Budapeszt, Węgry | Petõfi Csarnok Open Air | Odwołany |

## Skład
Alice in Chains
- William DuVall – śpiew, gitara rytmiczna, wokal wspierający
- Jerry Cantrell – śpiew, gitara prowadząca, wokal wspierający
- Mike Inez – gitara basowa, wokal wspierający
- Sean Kinney – perkusja

Gościnnie
- Ann Wilson – śpiew w utworze „Rooster” (16 maja i 24 listopada 2006)
- Billy Corgan – śpiew w utworze „Down in a Hole” (18 maja 2006)
- Chester Bennington – śpiew w utworze „Man in the Box” (23 września 2006)
- Chris DeGarmo – gitara w utworach „Junkhead” i „Down in a Hole” (16 maja 2006)
- Corey Taylor – śpiew w utworze „Again” (19 czerwca i 7 października 2006)
- Duff McKagan – gitara rytmiczna w utworach „Man in the Box”, „Them Bones”, „Down in a Hole”, „Dirt”, „Angry Chair” i „Rooster” (16 i 18 maja 2006)
- James Hetfield – śpiew, gitara rytmiczna w utworach „Would?” i „Them Bones” (2 czerwca i 26 listopada 2006)
- Josh Rand – gitara rytmiczna w utworze „Again” (19 czerwca 2006)
- Kim Thayil – gitara w utworze „It Ain’t Like That” (16 maja 2006)
- Kyle Sanders – gitara basowa w utworze „We Die Young” (2 lipca 2006)[30]
- Lars Ulrich – perkusja w utworze „Man in the Box” (19 czerwca 2006)[31]
- Mark Lanegan – śpiew w utworze „Rooster” (18 maja 2006)
- Patrick Lachman – śpiew w utworach „Rooster” i „Would?” (18 maja 2006)
- Phil Anselmo – śpiew w utworze „Would?” (10 marca 2006)
- Sebastian Bach – śpiew w utworze „Man in the Box” (23 lipca 2006)
- Tim Williams – śpiew w utworze „We Die Young” (2 lipca 2006)[30]